# Огденсбург (Висконсин)
Огденсбург (енгл. Ogdensburg) град је у америчкој савезној држави Висконсин.

## Демографија
По попису из 2010. године број становника је 185, што је 39 (-17,4%) становника мање него 2000. године.
| Група             | 2000.        | 2010.       |
| Белци             | 224 (100,0%) | 178 (96,2%) |
| Афроамериканци    | 0 (0,0%)     | 0 (0,0%)    |
| Азијати           | 0 (0,0%)     | 3 (1,6%)    |
| Хиспаноамериканци | 0 (0,0%)     | 0 (0,0%)    |
| Укупно            | 224          | 185         |